# Природное и культурное наследие Москвы
«Природное и культурное наследие Москвы» — научно-популярная серия книг и брошюр, посвящённая различным культурным и природным памятникам Москвы и её ближайших окрестностей, а также разнообразным культурно-историческим сюжетам, связанным с Москвой. Выходила в 1995—2007 годах в ряде столичных издательств.

## Список книг серии
1. Алтуфьево — 2000
2. Аптекарские сады — 2004
3. Архитектурные традиции Москвы (эпоха Средневековья) — 1997
4. Богиня флоры в Москве — 2003 (оформление не серийное)
5. Братцево — 1996
6. Валуево — 2000
7. Вахтанговская тропа — 2000
8. Вдогонку за Москвой
9. Виноградово — 2001
10. Владимир Андреевич Фаворский — 2004
11. Воробьёвы горы и Нескучный сад
12. Воронцово — 1997
13. Восточные штудии в Москве (первая половина XIX века) — 2000
14. Главный ботанический сад — 2007
15. Горенки — 2004
16. Горки — 2001
17. Дом на набережной в литературе и искусстве — 2004
18. Дубровицы — 2001
19. Загорье — 2003
20. Заповедное Коломенское
21. Зелёная книга Москвы — 2003
22. Измайлово — 1997
23. Икона Владимирской Богоматери и духовное наследие Москвы
24. Ильинское — 1999
25. Индийцы в Москве — 2000
26. Книжные сокровищницы Москвы — 2001
27. Косино
28. Костюм в Москве — 2001
29. Кузьминки — 1997
30. Кусково
31. Легенды московских бояр — 1997
32. Лесное наследие Москвы
33. Лефортово — 2003
34. Лианозово — 2001
35. Лосиноостровская — 2001
36. Люблино — 2003
37. Люди и образы старой Москвы — 2004
38. Марфино — 2002
39. Медведково — 2002
40. Михалково — 2001
41. Мои бульвары — 2000
42. Москва библиографическая — 2002
43. Москва в Политехническом — 2001
44. Москва Владимира Соловьёва — 2001
45. Москва лингвистическая — 2001
46. Московская Африка — 2003
47. Московские литературные архивы — 1996
48. Московские самодержцы
49. Московский говор
50. Музы и пушки — 2002
51. Музыкальная жизнь Москвы второй половины XIX столетия — 2002
52. Останкино — 1996
53. Памятники учёным в культуре Москвы — 2004
54. Переулок Серебряного века — 2000
55. Петровский парк — 2001
56. Петровско-Разумовское
57. Покровское-Стрешнево
58. Почвы Москвы
59. Ртищевское братство в Андреевском монастыре — 1997
60. Серебряный бор и его окрестности
61. Середниково — 1999
62. Театральный Арбат
63. Тушино — 2001
64. Уборы — 1999
65. Усадьба Узкое — 1996
66. Фили — Кунцево
67. Царицыно

## Редакционная коллегия
- Добровольский, Глеб Всеволодович, академик
- Челышев, Евгений Петрович, академик
- Рысин, Лев Павлович (р. 1929), член-корр. РАН
- Вафа А. Х., профессор
- Воротников, Юрий Леонидович, член-корр. РАН
- Карпачевский, Лев Оскарович, профессор

## Авторы книжной серии
- Алпатов, Владимир Михайлович
- Давидсон, Аполлон Борисович
- Коробко, Михаил Юрьевич
- Насимович, Юрий Андреевич
- Чегодаева, Мария Андреевна